# متسوو
متسوو (به لاتین: Metsovo) یک شهرک در یونان است که در Ioannina Regional Unit واقع شده‌است.